# جورج الإيرلندي
جورج الإيرلندي (بالإنجليزية: George Irish)‏‏ (1942 في مونتسرات - 12 فبراير 2019 ) ملحن من المملكة المتحدة.